# Occupazione dell'Arneo
L'occupazione dell'Arneo è stato un momento di lotta e protesta che i contadini del Salento ingaggiarono perché venisse incluso nel progetto di riforma agraria anche l'agro di Arneo. 
Questa serie di occupazioni dal valore simbolico, ma che furono cruente e videro agrari e Stato fronteggiare i contadini organizzati in leghe contadine, si snodò in due fasi: la prima fra il 1944 e 1949, la seconda fra il 1950 e 1951.
Generalmente quando si parla di Occupazione dell'Arneo ci si riferisce a questa seconda fase.

## Gli antecedenti
In Puglia fra il 1946 e il 1948 la disoccupazione aveva raggiunto punte del 50% specie in campagna. L'agricoltura nonostante tutto rimaneva la principale occupazione in Puglia e nel Mezzogiorno dove il 66% della popolazione vi era impiegato. La figura centrale di questi anni, impiegato nel lavoro agricolo è il bracciante il cui corredo di lavoro era rappresentato appena da una zappa, una roncola e dalla bicicletta. 
L'agro di Arneo rappresentava prima delle agitazioni contadine, un'enorme estensione di terreno occupato in grossa parte dalla macchia mediterranea. La terra era cespugliosa e piena di pietre, e solo raramente presentava degli alberi da frutto e di olivo. In totale era formata da 42000 ettari di terreno "Da Nardò a Taranto non c'è nulla, c'è l'Arneo un'espressione vagamente favolosa come nelle antiche carte geografiche quei vuoti   improvvisi che s'aprono nel cuore di quelle terre raggiunte dalla civiltà"
La proprietà di questo terreno apparteneva in grossa parte ai latifondisti come il senatore Vincenzo Tamborino di Maglie. Oltre la metà del territorio coltivabile in Puglia era di proprietà di latifondisti, che avevano bloccato la formazione della piccola proprietà fondiaria.

## Le occupazioni (1950-1951)
Con le condizioni di vita dei contadini erano arrivate a livelli inaccettabili, al punto che le occupazioni e le manifestazioni contro il latifondo presero la forma di sfoghi di una classe per secoli dominata, piuttosto che di rivoluzioni sovietiche.
Il 28 dicembre 1950 fra i duemila e i tremila contadini, seguiti dai vertici delle Leghe contadine e della CGIL si mossero in direzione dell'Arneo dai paesi di Nardò, Copertino, Veglie. Per alcuni giorni i contadini occuparono le terre, dividendole e spietrandole. Da un'occupazione simbolica si era passati da un'occupazione della terra che aveva nella produzione un suo fine. Quando il Ministro degli Interni Scelba seppe dell'occupazione dette ordine alle forze di pubblica sicurezza, guidate dal commissario Stefano Magrone di reagire fermamente alle dimostrazioni.
Fra il capodanno 1951 e il tre gennaio la reazione non si fece attendere e, con lancio di lacrimogeni e azioni di blocco stradale i contadini furono scacciati.
Il Ministero della Difesa spedì anche un aeroplano per controllare meglio le azioni dei contadini. Il 7 gennaio furono arrestati centinaia di contadini, che successivamente sarebbero stati processati. Lo stesso giorno l'Arneo fu inserito nel progetto di riforma della Legge Stralcio.
In questa occasione le biciclette e le coperte dei contadini furono distrutte dalle forze dell'ordine come rappresaglia.

## Il processo
Il processo voluto dai vertici della forza pubblica, in capo al commissario Magrone ebbe come imputati sessanta fra contadini e capilega. Un collegio di avvocati da tutta Italia, dell'area socialcomunista, difese gratuitamente i contadini. 
Il processo si celebrò fra il marzo e il maggio 1951, e alla fine l'accusa fu smontata e i contadini condannati furono solo in dieci che subirono pene simboliche. 